# Clásicas Féminas de Navarra
De Clásicas Féminas de Navarra was van 2019-2022 de gecombineerde naam voor twee eendaagse wielerwedstrijden voor elite-vrouwen die werden verreden rond Pamplona in de regio Navarra in Spanje. De wielerwedstrijden Clásica Féminas de Navarra en Emakumeen Nafarroako Klasikoa, die samen deze tweeluik vormden, werden in 2019 beide door de Internationale Wielerunie (UCI) als een 1.2-wedstrijd geclassificeerd, van 2020-2022 als een 1.1-wedstrijd.
Vanaf 2023 werd de Emakumeen Nafarroako Klasikoa niet meer georganiseerd en werd alleen de Clásica Féminas de Navarra verreden en kreeg hierbij de status van 1.Pro-wedstrijd als onderdeel van de UCI Women's ProSeries.

## Clásica Féminas de Navarra
De Clásica Féminas de Navarra werd van 2019-2022 daags na de Emakumeen Nafarroako Klasikoa verreden. In 2019 vond de wedstrijd op 1 augustus plaats, in 2020 op 24 juli en vanaf 2021 in mei. De wedstrijd maakt sinds 2023 deel uit van de UCI Women's ProSeries als een 1.Pro-wedstrijd.

### Erelijst
| Jaar | Datum | Start - Finish      | Km    | Eerste               | Tweede                    | Derde                     |
| ---- | ----- | ------------------- | ----- | -------------------- | ------------------------- | ------------------------- |
| 2019 | 01/08 | Pamplona - Lodosa   | 120,7 | Sarah Roy            | Maria Martins             | Marta Lach                |
| 2020 | 24/07 | Pamplona - Pamplona | 122,9 | Annemiek van Vleuten | Elisa Longo Borghini      | Maria Giulia Confalonieri |
| 2021 | 14/05 | Pamplona - Pamplona | 124,8 | Arlenis Sierra       | Ruth Winder               | Annemiek van Vleuten      |
| 2022 | 11/05 | Pamplona - Pamplona | 124,8 | Veronica Ewers       | Ane Santesteban           | Kristen Faulkner          |
| 2023 | 10/05 | Pamplona - Pamplona | 135,8 | Riejanne Markus      | Tamara Dronova-Balabolina | Ella Wyllie               |
| 2024 | 08/05 | Pamplona - Pamplona | 135,6 | Hannah Ludwig        | Arlenis Sierra            | Shirin van Anrooij        |
| 2025 | 14/05 | Pamplona - Pamplona | 134,4 | Cat Ferguson         | Soraya Paladin            | Ruth Edwards              |

#### Overwinningen per land
| Overwinningen | Land                                                              |
| ------------- | ----------------------------------------------------------------- |
| 2             | Nederland                                                         |
| 1             | Australië, Cuba, Duitsland, Verenigde Staten, Verenigd Koninkrijk |

## Emakumeen Nafarroako Klasikoa
De Emakumeen Nafarroako Klasikoa werd daags voor de Clásica Féminas de Navarra verreden. De eerste twee edities in juli verreden en de laatste twee in mei.

### Erelijst
| Jaar | Datum | Start - Finish        | Km    | Eerste                 | Tweede         | Derde                |
| ---- | ----- | --------------------- | ----- | ---------------------- | -------------- | -------------------- |
| 2019 | 30/07 | Pamplona - Lekunberri | 108,0 | Ashleigh Moolman-Pasio | Lucy Kennedy   | Ane Santesteban      |
| 2020 | 23/07 | Pamplona - Lekunberri | 118,3 | Annemiek van Vleuten   | Mavi García    | Anna van der Breggen |
| 2021 | 13/05 | Zudaire - Lekunberri  | 128,3 | Annemiek van Vleuten   | Demi Vollering | Elisa Longo Borghini |
| 2022 | 10/05 | Irurtzun - Irurtzun   | 137,6 | Sarah Gigante          | Veronica Ewers | Paula Patiño         |

#### Overwinningen per land
| Overwinningen | Land                   |
| ------------- | ---------------------- |
| 2             | Nederland              |
| 1             | Australië, Zuid-Afrika |

Schwalbe Women's One Day Classic · 
Ronde van Valencia · 
Wielerweek van Valencia · 
GP Oetingen · 
Nokere Koerse · 
Dwars door Vlaanderen · 
Brabantse Pijl · 
Clásica Féminas de Navarra · 
Veenendaal-Veenendaal Classic · 
Ronde van Thüringen · 
GP Fourmies · 
Grote Prijs van Stuttgart · 
Ronde van Emilia · 
GP Ciudad de Eibar · 
Ronde van de Drie Valleien